# Praia do Hospício
A Praia do Hospício (também como conhecida Praia da Guanabara) é uma das 21 praias lacustres da Laguna Araruama pertencentes ao município de Araruama, localizado na Região dos Lagos, no estado do Rio de Janeiro. Tem aproximadamente 1,5 km de extensão, águas limpidas e cristalinas e areia branca. Sua balneabilidade é monitorada pelo Instituto Estadual do Ambiente (Inea).
A Praia do Hospício está localizada na margem norte da laguna, acessível pela Rodovia Amaral Peixoto (RJ-106), a cerca de 2km do centro de Araruama.